# Antoinette Fouque
Antoinette Fouque z domu Grugnardi (ur. 1 października 1936 w Marsylii, zm. 20 lutego 2014 w Paryżu) – francuska polityk, działaczka na rzecz praw kobiet, eurodeputowana IV kadencji.

## Życiorys
Studiowała w École pratique des hautes études. Kształciła się w zakresie literatury i nauk politycznych. Pracowała jako nauczycielka, krytyk literacki i tłumaczka.
Po wydarzeniach maja 1968 stała się obok m.in. Monique Wittig jedną z głównych aktywistek na rzecz praw kobiet, współtworzących działający bez formalnych struktur ruch wyzwolenia kobiet – Mouvement de libération des femmes (MLF). Brała udział w organizacji wydawnictwa Éditions des femmes, zainicjowała otwarcie trzech bibliotek (w Paryżu, Lyonie i Marsylii), kierowała czasopismem „Le Quotidien des femmes”. W 1979 związana z nią grupa dokonała rejestracji nazwy MLF, co wzbudziło kontrowersje wśród części środowisk ruchu kobiecego, które odbierały tę decyzję jako zawłaszczanie inicjatywy.
W 1994 została wybrana do Parlamentu Europejskiego IV kadencji z ramienia listy wyborczej Énergie Radicale zorganizowanej przez Bernarda Tapie. Mandat europosłanki wykonywała do 1999, pracując w Komisji ds. Praw Kobiet.